# Pohorelá
Pohorelá é um município da Eslováquia, situado no distrito de Brezno, na região de Banská Bystrica. Tem 46,94 km² de área e sua população em 2018 foi estimada em 2.172 habitantes.

## Demografia
| Ano:        | 1994 | 2004    | 2014    | 2024   |
| ----------- | ---- | ------- | ------- | ------ |
| Broj ljudi: | 2862 | 2552    | 2272    | 2054   |
| Razlika:    |      | -10,83% | -10,97% | -9,59% |

| Ano:               | 2023 | 2024   |
| ------------------ | ---- | ------ |
| Número de pessoas: | 2093 | 2054   |
| Diferença:         |      | -1,86% |